# Isaac Kitts
Isaac Kitts   (Oswego, 15 de gener de 1896 - Indiana, 1 d'abril de 1953) va ser un genet estatunidenc que va competir durant la dècada de 1930.
El 1932 va prendre part en els Jocs Olímpics de Los Angeles, on va disputar dues proves del programa d'hípica amb el cavall American Lady. Va guanyar la medalla de bronze en la prova de doma per equips i fou sisè en la de doma individual. Quatre anys més tard, als Jocs de Berlín, novament amb el cavall American Lady fou novè en la prova de doma per equips i vint-i-cinquè en la de doma individual.